# Ed Harris

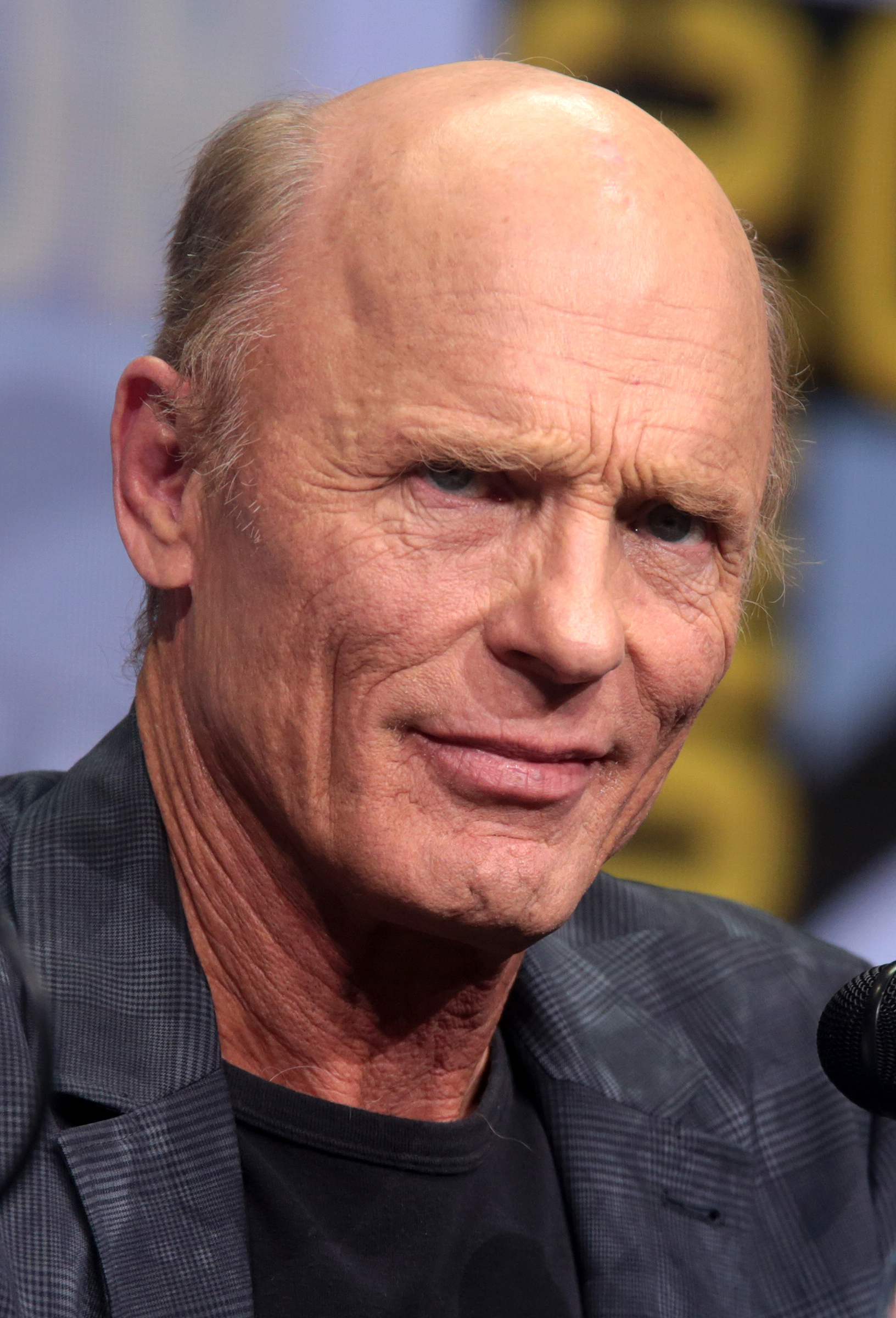
Ed Harris (2017)

Edward „Ed“ Allen Harris (* 28. November 1950 in Englewood, New Jersey) ist ein US-amerikanischer Schauspieler, Drehbuchautor und Regisseur. Er gilt als einer der führenden amerikanischen Charakterdarsteller seiner Generation. Häufig tritt er als profilierter Nebendarsteller in Erscheinung, unter anderem in dem Filmdrama Apollo 13 als Gene Kranz, Leiter der Missionskontrolle.

## Leben
Ed Harris ist der Sohn von Robert L. Harris (1922–2014) – er sang im Fred-Waring-Chor und arbeitete im Buchladen des Art Institute of Chicago – und der Tourismuskauffrau Margaret Harris, geb. Sholl. Ed hat einen älteren Bruder Robert und einen jüngeren Bruder Paul. Sie wuchsen im New Yorker Vorort Tenafly auf.
Harris machte 1969 seinen Abschluss an der Tenafly High School und studierte anschließend an der Columbia University in New York, wobei er sich auf Sport konzentrierte. Nachdem die Schauspielerei sein Interesse geweckt hatte, entschied er sich, Schauspielunterricht zu nehmen. Nach seinem Studienabschluss ging er nach Los Angeles, wo er zunächst an kleineren Theatern spielte und erste Fernsehrollen übernahm. Sein Broadway-Debüt hatte er 1983 in Sam Shepards Stück Fool for Love, für das er mit einem Obie Award ausgezeichnet wurde.
Im selben Jahr spielte Harris in dem Film Der Stoff, aus dem die Helden sind nach dem Roman von Tom Wolfe den Astronauten John Glenn. Seitdem gilt er als einer der großen Charakterdarsteller des amerikanischen Kinos. Er spielte 1989 die Hauptrolle in Abyss – Abgrund des Todes und vermag, auch kleinen Nebenrollen mit seiner Spielweise ein unverwechselbares Gesicht zu geben, so etwa in Jacknife, Glengarry Glen Ross, Die Firma, Apollo 13, Nixon, The Rock – Fels der Entscheidung, Die Truman Show, A Beautiful Mind – Genie und Wahnsinn, The Hours – Von Ewigkeit zu Ewigkeit und in A History of Violence.
Im Jahr 2000 führte Ed Harris zum ersten Mal Regie, und es entstand Pollock, eine Filmbiographie über den Maler Jackson Pollock. Harris spielte darin selbst die Hauptrolle. Im Jahre 2008 inszenierte er mit dem Western Appaloosa seinen zweiten Film. Auch bei diesem Film war er am Drehbuch und darüber hinaus als Produzent beteiligt.
Harris ist seit dem 21. November 1983 mit der Schauspielerin Amy Madigan verheiratet, mit der er eine Tochter (* 1993) hat.

## Filmografie (Auswahl)
- 1977: Howard Hughes – Eine Legende (The Amazing Howard Hughes, Fernsehfilm)
- 1978: Coma
- 1979: Detektiv Rockford – Anruf genügt (The Rockford Files, Fernsehserie Folge 5x05)
- 1979: Barnaby Jones (Fernsehserie, Folge 8x10)
- 1980: Der Grenzwolf (Borderline)
- 1981: Knightriders – Ritter auf heißen Öfen (Knightriders)
- 1981: Hart aber herzlich (Hart to Hart, Folge 3x08 Dunkle Stunden)
- 1981: CHiPs (Fernsehserie, Folge 5x02 Vagabunden)
- 1982: Creepshow
- 1983: Under Fire
- 1983: Der Stoff, aus dem die Helden sind (The Right Stuff)
- 1984: Der Kampf um die grüne Lagune (A Flash of Green)
- 1984: Ein Platz im Herzen (Places in the Heart)
- 1984: Swing Shift – Liebe auf Zeit (Swing Shift)
- 1985: Alamo Bay
- 1985: Codename: Emerald
- 1985: Sweet Dreams
- 1987: Walker
- 1987: Im Angesicht des Richters (The Last Innocent Man, Fernsehfilm)
- 1988: Der Priestermord (To Kill a Priest)
- 1989: Jacknife
- 1989: Abyss – Abgrund des Todes (The Abyss)
- 1990: Im Vorhof der Hölle (State of Grace)
- 1990: Tollwütig (Paris Trout)
- 1992: Glengarry Glen Ross
- 1992: Dirty Tricks
- 1993: Die Firma (The Firm)
- 1993: In einer kleinen Stadt (Needful Things)
- 1994: Taschengeld (Milk Money)
- 1994: China Moon
- 1994: Stephen Kings The Stand – Das letzte Gefecht (The Stand)
- 1995: Im Sumpf des Verbrechens (Just Cause)
- 1995: Apollo 13
- 1995: Nixon
- 1996: Lassiter – Erbarmungslos und gefährlich (Riders of the Purple Sage, Fernsehfilm)
- 1996: Auge um Auge (Eye for an Eye)
- 1996: The Rock – Fels der Entscheidung (The Rock)
- 1997: Absolute Power
- 1998: Die Truman Show (The Truman Show)
- 1998: Seite an Seite (Stepmom)
- 1999: Das dritte Wunder (The Third Miracle)
- 2000: Waking the Dead
- 2000: Pollock (auch Regie)
- 2001: Duell – Enemy at the Gates (Enemy at the Gates)
- 2001: Army Go Home! (Buffalo Soldiers)
- 2001: A Beautiful Mind – Genie und Wahnsinn (A Beautiful Mind)
- 2002: The Hours – Von Ewigkeit zu Ewigkeit (The Hours)
- 2003: Masked and Anonymous
- 2003: Der menschliche Makel (The Human Stain)
- 2003: Sie nennen ihn Radio (Radio)
- 2005: A History of Violence
- 2005: Ein Winter in Michigan (Winter Passing)
- 2005: Empire Falls – Schicksal einer Stadt (Empire Falls, Fernsehfilm)
- 2006: Two Tickets to Paradise
- 2006: Klang der Stille (Copying Beethoven)
- 2007: Gone Baby Gone – Kein Kinderspiel (Gone Baby Gone)
- 2007: Cleaner
- 2007: Das Vermächtnis des geheimen Buches (National Treasure: Book of Secrets)
- 2008: Appaloosa (auch Regie, Drehbuch, Produktion)
- 2008: Touching Home – So spielt das Leben (Touching Home)
- 2010: The Way Back – Der lange Weg (The Way Back)
- 2010: Once Fallen – Einer wird verlieren! (Once Fallen)
- 2010: Virginia
- 2011: That’s What I Am
- 2011: Wer’s glaubt wird selig – Salvation Boulevard (Salvation Boulevard)
- 2012: Ein riskanter Plan (Man on a Ledge)
- 2012: Game Change – Der Sarah-Palin-Effekt (Game Change)
- 2013: The Face of Love
- 2013: Phantom
- 2013: Pain & Gain
- 2013: Gravity (Stimme)
- 2013: Sweetwater – Rache ist süß (Sweet Vengeance)
- 2013: Snowpiercer
- 2014: Anarchie (Cymbeline)
- 2014: Frontera
- 2015: Run All Night
- 2016: Stürmische Ernte – In Dubious Battle (In Dubious Battle)
- 2016: Regeln spielen keine Rolle (Rules Don’t Apply)
- 2016–2022: Westworld (Fernsehserie)
- 2017: Mother!
- 2017: Kodachrome
- 2017: Geostorm
- 2017: A Crooked Somebody
- 2019: The Last Full Measure
- 2020: Resistance – Widerstand (Resistance)
- 2021: Frau im Dunkeln (The Lost Daughter)
- 2022: Top Gun: Maverick
- 2023: Downtown Owl
- 2024: Love Lies Bleeding
- 2024: My Dead Friend Zoe
- 2024: Riff Raff – Verbrechen ist Familiensache (Riff Raff)

## Videospiel
- 2010: Call of Duty: Black Ops (Sprechrolle)

## Auszeichnungen

### Theater
- 1983: Fool for Love von Sam Shepard: Obie Award
- 1986: Precious Sons von George Firth: Tony-Award-Nominierung

### Film
- 1989: Jacknife: Golden-Globe-Nominierung
- 1989: Abyss – Abgrund des Todes (The Abyss): Saturn-Award-Nominierung
- 1992: Glengarry Glen Ross: Darstellerpreis des Filmfestivals in Valladolid
- 1995: Im Sumpf des Verbrechens (Just Cause): Broadcast Film Critics Association Award
- 1995: Apollo 13: Broadcast Film Critics Association Award, Golden-Globe-Nominierung, Oscar-Nominierung, Screen Actors Guild Award, Southeastern Film Critics Association Award
- 1995: Nixon: Broadcast Film Critics Association Award
- 1998: Die Truman Show (The Truman Show): BAFTA-Nominierung, Blockbuster Entertainment Award, Golden Globe, National-Board-of-Review-Award, Online-Film-Critics-Society-Award-Nominierung, Oscar-Nominierung, Saturn-Award-Nominierung, Southeastern Film Critics Association Award
- 2000: Pollock: Oscar-Nominierung, Satellite-Award-Nominierung, Toronto Film Critics Association Award
- 2001: A Beautiful Mind – Genie und Wahnsinn (A Beautiful Mind): Satellite-Award-Nominierung, Screen-Actors-Guild-Award-Nominierung
- 2002: The Hours – Von Ewigkeit zu Ewigkeit: BAFTA-Nominierung, Golden-Globe-Nominierung, Oscar-Nominierung als bester Nebendarsteller, Phoenix-Film-Critics-Society-Award-Nominierung, Screen-Actors-Guild-Award-Nominierung
- 2005: A History of Violence: National Society of Film Critics Award

### Fernsehen
- 1996: Lassiter – Erbarmungslos und gefährlich (Riders of the Purple Sage): Screen-Actors-Guild-Award-Nominierung
- 2005: Empire Falls: Emmy-Nominierung, Golden-Globe-Nominierung, Satellite-Award-Nominierung, Screen-Actors-Guild-Award-Nominierung
- 2013: Game Change: Golden-Globe

## Deutsche Synchronstimme
Seine deutsche Synchronstimme stammt überwiegend von Wolfgang Condrus, der ihn erstmals 1979 synchronisierte.